# Zoltan Vidor
Zoltan Vidor, in den USA auch Zoli Vidor (* 31. März 1910 in Gran, Österreich-Ungarn; † 6. März 1994 in Palm Springs, Kalifornien, Vereinigte Staaten) war ein ungarisch-amerikanischer Kameramann.

## Leben und Wirken
Der Sohn des jüdischen Ehepaars Ludwig und Mathilde Vidor war der ältere Bruder von Ladislaus Vidor und begann an seiner Seite für Wiener Emigrantenproduktionen zu arbeiten. Während Ladislaus diese Filme schnitt, stand Zoltan hinter der Kamera. Bei beider letzter gemeinsamer Produktion, der in Wien und am Plattensee entstandenen ungarischen Produktion „Die entführte Braut“ (auch bekannt als Roxi und ihr Wunderteam), übernahm Zoltan die Produktionsleitung.
Infolge des Anschluss Österreichs entschlossen sich beide jüdischen Brüder Ende März 1938 zur Flucht vor den neuen Machthabern in die USA. Dort arbeitete Zoltan meist unter seinem Nickname Zoli Vidor, blieb jedoch, wie auch Ladislaus, viele Jahre lang notorisch unterbeschäftigt. Am 9. August 1946 wurde er schließlich eingebürgert. 1948 gründete Zoltan „Zoli“ Vidor die eigene kleine Firma Transocean Pictures Hollywood. Beim Kinofilm ließ man ihn fast ausschließlich B-Pictures fotografieren.

## Filmografie
- 1934: Ein Stern fällt vom Himmel
- 1935: Bretter, die die Welt bedeuten
- 1935: Tagebuch der Geliebten (Kameraassistenz)
- 1937: Die entführte Braut (Produktionsleitung)
- 1954: Face of the Dead (Folge der TV-Serie Inner Sanctium)
- 1967: Come Spy With Me
- 1974: Das Gewissen (Touch Me Not)
- 1976: Killer hinter der Maske (Savage Weekend) (UA: 1979)
- 1981: Die Kadetten von Bunker Hill (Taps) (Second-Unit-Fotografie)
- 1983: Das Geheimnis von Centreville (Strange Invaders) (New York Unit)
- 1985: Graffiti
- 1987: The Puppetoon Movie (als creative artist)
- 1989: Freeway Maniac (technische Beratung)